# SKN 장크트푈텐
SKN 장크트푈텐(SKN St. Pölten)은 오스트리아 장크트푈텐을 연고지로 한 축구 클럽이다. 현재 오스트리아 분데스리가에 참가하고 있다.

## 수상
2. 리가
- 우승 (1): 2015–16

ÖFB 컵
- 준우승 (1): 2013–14

## 유럽 대항전 출전 기록
| 시즌    | 대회            | 라운드 | 클럽              | 홈  | 어웨이 | 합계 |
| ------- | --------------- | ------ | ----------------- | --- | ------ | ---- |
| 2014–15 | UEFA 유로파리그 | 2Q     | 보테프 플로브디프 | 2–0 | 1–2    | 3–2  |
| 2014–15 | UEFA 유로파리그 | 3Q     | PSV 에인트호번    | 2–3 | 0–1    | 2–4  |

## 유스팀
SKN 장크트푈텐은 현재 7세에서 15세까지의 150명으로 구성된 10개의 유스팀을 가지고 있다. 또한 대부분 18세 이하의 선수들로 구성된 2군팀(SKN II)은 현재 중서부 지역리그에 참가하고 있다.

## 선수 명단

### 현역
참고: FIFA 자격 규정에 따라 소속된 국가대표팀 국기를 표시합니다. 선수는 복수의 FIFA 비회원국 국적을 가지고 있을 수 있습니다.
| 번호 | 포지션 | 국적     | 이름                |
| ---- | ------ | -------- | ------------------- |
| 1    | GK     |          | 톰 리치 휠스만      |
| 2    | DF     |          | 슈테판 테스커       |
| 30   | MF     | 뉴질랜드 | 엘리자 저스트       |
| 31   | MF     | 튀르키예 | 투르가이 게미치바시 |

| 번호 | 포지션 | 국적 | 이름          |
| ---- | ------ | ---- | ------------- |
| 71   | FW     |      | 클로디 음부이 |